# Firewall (película)
Firewall es una película de 2006 dirigida por Richard Loncraine.

## Sinopsis
Jack Stanfield es el veterano experto en seguridad informática de un importante banco. Con sus sofisticados cortafuegos ningún hacker parece atreverse a entrar en el sistema de ordenadores de la entidad financiera. Una banda comandada por Bill Cox toma como rehenes a la familia de Jack. Si éste desea que sus seres queridos permanezcan a salvo, deberá colaborar realizando una transferencia informática de cien millones de dólares a determinada cuenta de las islas Caimán.

## Reparto
- Harrison Ford como Jack Stanfield.
- Paul Bettany como Bill Cox.
- Virginia Madsen como Beth Stanfield.
- Mary Lynn Rajskub como Janet Stone.
- Jimmy Bennett como Andy Stanfield.
- Carly Schroeder como Sarah Stanfield.
- Robert Forster como Harry Romano.
- Robert Patrick como Gary Mitchell.
- Alan Arkin como Arlin Forester.